# 세인트루시 메츠
세인트루시 메츠(St. Lucie Mets)는 미국 플로리다주 포트세인트루시를 연고지로 하는 마이너 리그 베이스볼 팀이다. 뉴욕 메츠의 싱글 A 팜 팀이며, 플로리다 스테이트 리그에 속해 있다. 홈구장은 클로버 파크이다.
1988년 창단된 이후로 현재까지 뉴욕 메츠 산하에 있다.